# Die Weberischen
Die Weberischen ist eine 2006 uraufgeführte musikalische Komödie und erzählt die Geschichte von Wolfgang Amadeus Mozarts Frau Constanze, ihrer Mutter Cilly und ihren Schwestern Sophie, Aloysia und Josepha Weber. Das Leben Mozarts wird in diesem humorvollen, bissigen aber auch derben Werk vollkommen aus der Perspektive der Familie Weber mit ihren schrillen Persönlichkeiten in Szene gesetzt.

## Handlung
Kurz nach Mozarts Tod in Emanuel Schikaneders Freihaustheater auf der Wieden: Schikaneder hat eine Benefizvorstellung organisiert, deren Einnahmen der Witwe Konstanze gespendet werden. Aufgeführt wird das Stück Die Weberischen. Wie immer sucht sich Schikaneder die schönste Rolle aus, in diesem Falle die der Mutter Cilly Weber. Das „Stück im Stück“ beginnt im Jahr 1777. Die Weberischen leben in Mannheim. Cilly wurde von ihrem Gatten Franz verlassen. Die ausgekochte, geldgierige, mit allen Wassern gewaschene Mutter versucht mit allen Mitteln für sie und ihre vier Töchter eine bessere gesellschaftliche Stellung zu erreichen. Dabei dreht sich bei ihr alles ums Geld und mit der Moral nimmt sie es nicht so genau. Sie versucht ihre beiden Töchter Aloysia und Josepha, die beide eine Karriere als Sängerin anstreben und miteinander in Konkurrenz stehen, möglichst gewinnbringend an den Mann zu bringen. Sie treffen den 22-jährigen, noch unbekannten Mozart das erste Mal, wo er sich in Aloysia verliebt und um sie wirbt. Cilly betrachtet Mozarts Avancen um ihre Tochter mit Argwohn, da er mittellos ist. Aus akutem Geldmangel wird Sophie von Mutter Cilly zur Prostitution angehalten. Sophie wird ungewollt schwanger, und Cilly drängt zur Abtreibung. 
1781 übersiedeln die Weberischen nach Wien, wo Mozart den Frauen endgültig ins Netz geht. Ab diesem Zeitpunkt sind sie ständig in seiner Nähe. Mozart hat mit seinen Kompositionen in Wien bereits erste Erfolge erzielt. Da Aloysia Mozarts Werben ablehnt, wendet er sich Constanze zu und bittet sie, seine Frau zu werden. Mutter Cilly gibt dazu den Segen, da sie im Falle einer Karriere Mozarts, sich und ihre Töchter wirtschaftlich und gesellschaftlich abgesichert weiß. Mozarts Vater Leopold wird thematisiert, der von Anfang an die ausbeuterischen Absichten der Weberischen durchschaute und gegen eine Ehe mit Constanze ist. Die Zeit vergeht, Aloysia, inzwischen Hofsängerin, heiratet den verwitweten Hofschauspieler Joseph Lange. Mozart, inspiriert durch Aloysias Stimme, komponiert immer wieder Werke für sie und arrangiert sich in etwas zu intensiver Weise um seine Klavierschülerinnen und Interpretinnen seiner Stücke, während Constanze schwanger ist. Die Erfolge von Aloysia sind immer wieder Anlass zu Zankereien mit der erfolglosen Josepha. Auch streiten sich Aloysia und Constanze aufgrund Mozarts intensiver Zusammenarbeit mit Aloysia. Sophie verzweifelt als Hure daran, ständig ihre Kinder abtreiben zu müssen, und entwickelt eine innige Beziehung zu den Kindern von Mozart und Constanze. Mozart schreibt schließlich sein Werk Die Zauberflöte und Josepha, die älteste Tochter, hat mit der Rolle der Königin der Nacht ihren großen Auftritt, der ihr zum Durchbruch verhilft. Als Mozart 1791 mitten in einer Auftragsarbeit steckt, für die er im Vorhinein bezahlt wurde, und stirbt, hinterlässt er die Weberischen in Armut. Aber da ist noch das künstlerische Erbe, das – geschickt vermarktet – für die Weberischen Weiber eine Goldgrube ist ...
Mozart selbst ist bei Die Weberischen nur als Leichnam in Gestalt einer Puppe auf der Bühne (am Beginn und am Ende).

## Musik
Ein Sänger taucht nach jeder Szene auf und führt mit insgesamt vierzehn hochpoetischen, melancholischen Bänkelliedern durch das Theaterwerk. In der Urfassung singt Martyn Jacques, der diese auf bissige, schwarzhumorige Art interpretiert mit provozierenden Gesten und Gesichtsbewegungen. Unterstützt wird die Wirkung seines Auftretens durch sein Falsett und weiß geschminktem Gesicht. Mit seinem Kontrastprogramm fügt er sich auf groteske Weise ein in die schrille Inszenierung der Weberischen Damen. Dabei wird er unterstützt von Adrian Strout am Kontrabass und der Singenden Säge und von Adrian Huge am Schlagzeug, die mit Jacques die Band Tiger Lillies bilden, sowie dem Orchester unter der Leitung von Christian Kolonovits.

### Lieder
- Fame
- Life's a Bitch
- Mozart's in Mannheim
- Love For Sale
- Abort The Child
- Just Another Loser
- Father's Song
- Never Marry A Man
- Screw you
- Lending Song
- The Merry Birdcatcher
- Death Song
- Murdered Mozart
- Nothing

## Entstehung
Das Werk ist als Koproduktion der Vereinigten Bühnen Wien mit dem Wiener Mozart Jahr 2006 entstanden. Der Autor Felix Mitterer erhielt vom Intendanten des Wiener Mozartjahr 2006, Peter Marboe, den Auftrag, ein Theaterstück über Mozart zu verfassen. Mitterer wurde durch Recherchen zu einem Film über Angelo Soliman, dem afrikanischen Kammerdiener und Prinzenerzieher von Erbprinz Alois I. von Liechtenstein, der auch ein Freund von Mozart war, auf die Familie Weber aufmerksam. Das Leben dieser Frauen und ihren wesentlichen Einfluss auf Mozart faszinierten ihn. Von der Intendantin der Vereinigten Bühnen Wien, Kathrin Zechner, kam die Anregung, aus dem Sprechtheater-Auftrag einen Auftrag für ein Stück mit Musik zu machen. Den Auftrag zur Musik Komposition erhielt die britische Band The Tiger Lillies mit ihrem Sänger, Akkordeonisten, Liedtexter und Komponisten Martyn Jacques. Christian Kolonovits erhielt den Auftrag, Mozarts Musik mit den Kompositionen der Tiger Lillies in Einklang zu bringen, die Verantwortung für die Inszenierung erhielt Stephanie Mohr.
Stephanie Mohr erhielt im November 2007 den Nestroy-Spezialpreis für die Regie. Dies war die erste Auszeichnung mit dem begehrten Wiener Theaterpreis für eine Musiktheaterproduktion der Vereinigten Bühnen Wien.

## Produktionsgeschichte

### Wien
- MuseumsQuartier, Halle E, Wien, Uraufführung 29. August bis 21. September 2006, 20.000 Besucher
- Wiener Volksoper, Saison 2007/2008

#### Besetzung (Uraufführung und Wiederaufnahme Wiener Volksoper)
- Regie: Stephanie Mohr
- Bühnenbild: Miriam Busch
- Kostüme: Alfred Mayerhofer
- Licht: Nicole Berry
- Dirigent: Christian Kolonovits
- Komposition/Gesang: The Tiger Lillies, Martyn Jacques
- Emanuel Schikaneder/Cilly Weber: Robert Meyer, Direktor der Wiener Volksoper
- Aloysia Weber: Anne Weber
- Josepha Weber: Uraufführung: Eva Maria Marold, Wiener Volksoper: Ulrike Beimpold
- Constanze Weber: Tanja Schleiff
- Sophie Weber: Ruth Brauer-Kvam

Die Inszenierung der Weberischen wurde im Juni 2008 im österreichischen TV-Sender ORF übertragen.

### Schweiz
- Kino-Theater Tiffany, St. Gallen, August bis September 2008

#### Besetzung
- Regie: Jean Grädel
- Bühnenbild: Lukas Furrer und Christoph Flury
- Kostüme: Max Kaiser
- Dirigent: Niklaus Meyer
- Musikalische Leitung: Martin Gantenbein
- Gesang: Peter Rinderknecht
- Emanuel Schikaneder/Cilly Weber: Matthias Flückiger
- Aloysia Weber: Dorothea Gilgen
- Josepha Weber: Marion Rosina Neubauer
- Constanze Weber: Anja Tobler
- Sophie Weber: Mandy Fabian Osterhage

### Deutschland
- Deutsch-Sorbisches Volkstheater Bautzen, Deutschlandpremiere am 2. März 2012

### Besetzung
- Regie: Lutz Hillmann
- Musikalische Leitung: Tasso Schille
- Ausstattung: Miroslaw Nowotny
- Dramaturgie: Eveline Günther
- Regieassistenz: Simone Marwitz
- Emanuel Schikaneder / Cilly Weber: Olaf Hais
- Josefa Weber: Gabriele Rothmann
- Aloisia Weber: Lilli Jung
- Konstanze Weber: Anna Marie Lehmann
- Sofie Weber: Fiona Piekarek
- Schikaneders Faktotenband: Jonas Lauenstein, Kolja Heiß, Istvan Kobjela, Thomas Ziesch, Michael Burkhardt, Christian Patzer / Thomas Seibig und Tasso Schille (lead.)